# Leopoldo Rassier
Leopoldo Souza Soares Rassier (Pelotas, 7 de outubro de 1936 — Porto Alegre, 6 de fevereiro de 2000) foi um cantor nativista, compositor, poeta e advogado brasileiro.

## Biografia
Leopoldo Rassier tem origem em uma rica família de Pelotas, sendo bisneto do português Visconde de Souza Soares. Era um dos cinco filhos de Gaston Garcia Rassier e de Olenka Litran de Souza Soares. 
Participou de diversas edições do programa Galpão Crioulo e como intérprete em diversos festivais de música, cujos registros foram gravados em diversos álbuns.
O único álbum da carreira foi gravado em 1986 e dentre seus principais sucessos estão: Não Podemo se Entregá Pros Home, Sabe Moço, Veterano e Minha Querência. Faleceu às 4h30min do dia 6 de fevereiro de 2000, aos 63 anos, vítima de câncer generalizado. Foi sepultado no Cemitério Jardim da Paz, em Porto Alegre.
Militante histórico do Partido Comunista Brasileiro, e mais tarde do seu sucessor, o Partido Popular Socialista, foi candidato a deputado estadual no Rio Grande do Sul em 1986.

## Prêmios e Homenagens
Em 1980, foi vencedor da Calhandra de Ouro na Califórnia da Canção Nativa de 1980 com a canção Veterano, composta por Antônio Augusto Ferreira e Ewerton dos Anjos Ferreira, sendo acompanhado pelo conjunto Os Serranos.
Em setembro de 2005, a Ordem dos Advogados do Brasil / Seção do Rio Grande do Sul (OAB/RS) inaugurou o Galpão Crioulo Leopoldo Rassier, em homenagem ao cantor e advogado.

## Discografia

### Álbum solo
| Ano  | Título                          | Gravadora           | Nota                                                      |
| ---- | ------------------------------- | ------------------- | --------------------------------------------------------- |
| 1986 | Não Podemo Se Entregá Pros Home | Discoteca Produções | Veja informações detalhadas do álbum no Artigo principal. |

### Participações
Atenção.: Esta listagem de Álbuns com canções de Leopoldo Rassier está incompleta. 
| Ano  | Título                                 | Canção                                                     | Nota                                                                      |
| ---- | -------------------------------------- | ---------------------------------------------------------- | ------------------------------------------------------------------------- |
| 1972 | 2ª Califórnia da Canção Nativa         | Gaudêncio Sete Luas e Canto e Lamento de um Velho Semeador | Mais informações em Discogs.                                              |
| 1975 | 5ª Califórnia da Canção Nativa         | Tema de Marcação                                           | No encarte do álbum, o nome do cantor foi grafado como "Leopoldo Racier". |
| 1979 | 8ª Califórnia da Canção Nativa         | Couro Cru                                                  | Mais informações em Discogs.                                              |
| 1980 | 10ª Califórnia da Canção Nativa        | Veterano                                                   | Canção vencedora da Calhandra de Ouro.                                    |
| 1980 | IV Ciranda Musical Teuto Rio-Grandense | Pilchas (Luiz Coronel/Airton Pimentel)                     | Mais informações em Discogs.                                              |
| 1987 | Galpão Crioulo - Volume 4              | Última Lembrança                                           | Mais informações em Discogs.                                              |
| 2000 | Galpão Crioulo - 18 Anos               | Não Podemo se Entregá Pros Home                            | Mais informações em Discogs.                                              |